# Herengracht (Leiden)
De Herengracht is een gracht en een straat in de binnenstad van de Nederlandse stad Leiden. De gracht vormt een directe noord-zuidverbinding tussen de Oude en de Nieuwe Rijn.
De Herengracht was de voornaamste straat en gracht in de stadsuitbreiding van 1659. Voorheen was de gracht onderdeel van de oostelijke vestgracht die verder ongeveer over de huidige Spilsteeg en Geregracht liep.
Aan de breedte, de hoge driebogige bruggen en de statige panden is het belang van de gracht af te lezen.

## Bruggen
De Herengracht telt drie bruggen (van noord naar zuid):
- Kerkpleinbrug
- Lourisbrug
- Herenbrug